# Youssef Saanei
Youssef Saanei (en persan : يوسف صانعى), né en 16 octobre 1937 à Neekabad et mort le 12 septembre 2020 à Qom, est un marja-e taqlid duodécimain et homme politique iranien, président du Conseil des gardiens de la Constitution de la  République islamique d'Iran entre 1980 et 1983.

## Biographie

### Jeunesse et éducation
Youssef Saanei est né à Neekabad dans la province d'Ispahan en 1937,. Il suit les enseignements religieux d'Ispahan en 1946, puis suit ceux de Qom en 1951, est diplômé en 1955, et complète sa formation sous la direction du Grand Ayatollah Borujerdi. Il suit également les enseignements du Grand Ayatollah Khomeini et d'autres théologiens.

### Carrière
En 1975, Youssef Saanei devient enseignant à l'école religieuse d'Hagahni, à Qom, puis devient Grand Ayatollah. En 1980, il est nommé Président du Conseil des gardiens de la Constitution, jusqu'en 1983, et n'a pas eu de poste de responsable politique depuis. Il serait considéré comme le successeur du Grand Ayatollah Hossein Ali Montazeri et un des porte-paroles de l'opposition politique iranienne favorable à une démocratisation du système en place.
En janvier 2010, un conseil théologique de Qom (l'Association théologique des lecteurs de Qom) a décrété que Youssef Saanei ne peut plus être considéré comme un marja-e taqlid, ni source d'inspiration. Cette disqualification a été condamnée par nombre d'Ayatollahs conservateurs et traditionalistes, considérant qu'il s'agissait là d'une sanction gouvernementale à l'encontre des prises de positions de Youssef Saanei.

## Opinions

### Sur les armes nucléaires
Dans un entretien au San Francisco Chronicle, Youssef Saanei a déclaré :
« Il y a consensus à ce sujet. Il est évident que l'Islam interdit d'avoir des bombes atomiques. C'est une loi éternelle car une des fonctions de base de ces armes est de tuer des personnes innocentes. Il n'y a rien à discuter. ».
L'Ayatollah Youssef Sanei a affirmé que les autorités religieuses chiites ont exprimé très tôt leur opposition au développement d'armes de destruction massive, et dit que c'est la raison pour laquelle l'Iran n'a jamais répliqué avec des armes chimiques quand Saddam Hussein en a utilisé contre les soldats iraniens, et contre les Kurdes iraniens, durant la guerre Iran-Irak entre 1980 et 1988.

### Sur le statut des femmes
Il affirme que les femmes peuvent devenir marja, telle Zohreh Sefati (en), c'est-à-dire qu'hommes et femmes peuvent suivre l'ijtihad d'une juriste musulmane.

### Sur les attentats-suicides
Il a été particulièrement remarqué à propos de sa fatwa dans laquelle il a déclaré haram les attentats-suicides, les qualifiant d'actes terroristes.

### Sur les aveux forcés
En août 2012, à Gorgan, il a déclaré que « les aveux obtenus par la force en prison ou détention sont et ont toujours été sans valeur...toutes les personnes impliquées dans ces usages sont dans le péché... elles subiront les conséquences de leurs actes perfides dans ce monde et par une cour de justice juste et intègre ».

### Sur les élections de 2009 en Iran
Durant le soulèvement postélectoral en Iran en 2009, une rumeur sur internet, rapportée par plusieurs quotidiens, veut qu'il ait proclamé un décret religieux suivant lequel « Mahmoud Ahmadinejad n'est pas le Président et il est interdit de travailler avec son gouvernement »,.
En 2009, il a dénoncé la répression policière des manifestations qui avaient suivi la réélection de Mahmoud Ahmadinejad à la présidence, et critiqué l’autorité sans contre-pouvoir du Guide suprême, Ali Khamenei.

### Sur la démocratie et l'économie en Iran
« Permettez moi d'exposer clairement ma pensée. L'avenir du prestige social de la religion, aujourd'hui et demain, dépendra de notre interprétation de la religion sans contrarier la liberté. Quand, dans l'histoire, une religion s'est opposée à la liberté, c'est la religion qui en a subi les effets négatifs. Même si la justice a contrarié la liberté, la justice en a souffert. Quand le progrès et la construction ont limité la liberté, ils ont été minés. »
En 2016, il critique le conseil des gardiens dans son examen des qualifications des candidats aux élections à l'Assemblée des experts : « Aujourd’hui, le Conseil peut imposer toutes sortes de restrictions, et approuver ou rejeter n’importe quel candidat selon son bon vouloir au prétexte de cet examen, sans aucune supervision ».
En 2016, il lie libéralisation de la société et progrès économique : « Améliorer l’état de l’économie ne doit pas empêcher de chercher dans le même temps la libération de la société. Sinon, ceux qui détiennent un immense capital bloqueront tout. Il est impossible de chercher la croissance économique sans liberté, notamment la liberté de parole, qui peut révéler la trahison et la corruption. ».